# Detective Conan
Detective Conan (名探偵コナン Meitantei Konan?) es una serie de manga escrita e ilustrada por Gōshō Aoyama. La historia se centra en "Shinichi Kudo". Él está atrapado en el cuerpo de un niño pequeño de seis o siete años, pero su mente es la de un adulto. Para no ser descubierto Shinichi mezcla los nombres de "Ranpo Edogawa" y "Sir Arthur Conan Doyle" y adopta la personalidad de "Conan Edogawa". En ese alter ego destapará casos cada vez más difíciles, dejando atrás a sus contrapartidas adultas a la altura del betún.
El manga comenzó a publicarse en 1994 por la editorial Shogakukan en la revista semanal japonesa Shūkan Shōnen Sunday, y está compuesto hasta la fecha por 107 volúmenes editados en formato tankōbon en Japón. Posteriormente, fue adaptado a una serie de anime producida por los estudios TMS Entertainment y se transmite en Yomiuri TV desde 1996 y cuenta con más de 1160 episodios hasta la fecha. La serie ha dado lugar a 27 películas de animación, varias OVAs, una serie rodada en imagen real, numerosos videojuegos y varios productos de merchandising.
Tanto el anime como el manga han alcanzado un gran éxito tanto fuera como dentro de Japón. En el ranking publicado por TV Asahi de los mejores 100 animes de 2006 (con base en una encuesta en línea en Japón), Detective Conan alcanzó el puesto 23. En la lista de celebridades alcanzó el puesto 43. Es el decimoquinto anime más largo hasta el momento.[cita requerida] Detective Conan es uno de los mangas más vendidos de la historia, con más de 270 millones de copias a nivel mundial. En 2001, el manga fue galardonado con el Premio Shōgakukan en la categoría shōnen.
En Hispanoamérica la serie ha sido emitida en Argentina, Colombia, Cuba, Perú, México y Chile, destacando a este último país, donde se transmitió tanto el primer doblaje como su segundo doblaje desde el episodio 124 efectuado en aquel mismo país. El doblaje anterior fue realizado en Los Ángeles, donde se reemplazaron los nombres originales japoneses de los personajes por nombres hispánicos, llegando a la cifra de 123 episodios en total. En 2010 City Family estrenó en exclusiva las películas 1 y 2 para toda Hispanoamérica con un nuevo doblaje efectuado en México y respetando los nombres originales de los personajes (también han sido editadas en DVD). En el 2013 se dobló para DVD la película número 3 con un nuevo doblaje efectuado en Chile. En el 2014, después de 14 años sin novedades, se continuó doblando la serie desde el episodio 124 con el mismo nuevo doblaje chileno, el cual respeta los nombres originales japoneses de los personajes, así como también las cabeceras y los finales. Actualmente se ha emitido hasta el episodio 283 con este nuevo doblaje y se emite del episodio 284 en adelante en japonés subtítulado por ETC desde septiembre del 2019, pero se desconoce si habrá nuevos episodios doblados en el futuro. En el 2016 se estrenaron vía streaming la película 18 de Detective Conan, titulada "El francotirador dimensional" y también la película de Lupin vs. Conan, ambas con el elenco mexicano de las películas 1 y 2, salvo pequeños cambios, y en 2019 la película 19 de Detective Conan, titulada "Los girasoles del infierno" de manera subtitulada.
En España ha sido transmitida por diversas televisiones autonómicas, K3/Super3 en Cataluña, RTVV y À Punt en la Comunidad Valenciana, IB3 en Islas Baleares, TVG en Galicia, Canal Sur 2 Andalucía, etc. También por Cartoon Network. Cabe destacar que en España, la Televisión de Cataluña, que emite en catalán, ha sido la que más contenido ha doblado y emitido, con 912 episodios doblados (numeración japonesa) y las veinticuatro primeras películas emitidas. Actualmente, la serie sigue en emisión y estrenando nuevos episodios.

## Argumento
El detective juvenil más famoso de Japón, el estudiante de secundaria Shinichi Kudo, se encuentra en un parque de atracciones junto a su amiga de la infancia Ran Mouri, de la que está secretamente enamorado pero él no sabe que ese sentimiento es recíproco. Allí, después de resolver un nuevo caso de asesinato, se separa de su amiga para presenciar un intercambio sospechoso de dinero entre uno de los hombres vestidos de negro que estaba presente en el caso anterior y un hombre misterioso. Mientras los espiaba, Shinichi es atacado por la espalda por el compañero del hombre de negro y le administran un veneno experimental llamado APTX 4869 con el objetivo de matarlo. Sin embargo, el veneno tuvo un efecto inesperado: el cuerpo de Shinichi se encogió hasta parecer de siete años.
Ahora, haciéndose llamar Conan Edogawa y ocultando su verdadera identidad con tal de proteger a los suyos y a él mismo de los hombres de negro, el joven detective se traslada a casa de Ran y su padre Kogoro Mouri, un antiguo policía de pocas luces convertido en detective privado con poco prestigio. Ninguno de ellos conoce su identidad, y este utilizará el secreto a su favor para resolver los casos del propio Mouri en su nombre y sin que nadie lo sepa.
Los únicos que conocen su verdadera identidad son:
- El profesor Hiroshi Agasa, un vecino que le facilitará toda clase de inventos y consejos para sus investigaciones;
- Akemi Miyano, una miembro de la Organización que murió intentando salirse junto con su hermana Shiho Miyano de la Organización, sincerandose con Conan en sus últimos momentos;
- Heiji Hattori, un detective adolescente como Shinichi que vive en el área de Kansai en Osaka, suele ayudar a Shinichi a cubrir su identidad como Conan;
- Yusaku y Yukiko Kudo, padres de Shinichi Kudo;
- Shiho Miyano/Ai Haibara/Sherry, la investigadora del veneno APTX 4869 en la Organización de los Hombres de Negro, que lo ingiere con el fin de suicidarse, pero para su sorpresa rejuvenece, suele paralizarse cuando alguien de la Organización esta cerca;
- Eisuke Hondou, un torpe chico de secundaria que llega a Tokio en busca de su hermana, cuando esta partiendo a Estados Unidos luego de completar su objetivo Conan le revela su identidad para evitar que se le confiese a Ran;
- Vermouth, una miembro de la Organización con habilidad para el disfraz;
- Kaito Kuroba/Kaito Kid, un astuto mago ladrón y rival de Conan (Solo en anime).

Poco a poco se verán involucrados en esta apasionante historia nuevos Hombres de Negro, el FBI y la CIA teniendo como trasfondo la relación entre Ran y Shinichi y la resolución de infinitos misterios.

## Personajes principales
Los siguientes son los personajes principales.
- Shinichi Kudo (工藤 新一 Kudō Shinichi?):[12][13] es el protagonista de la historia, un adolescente de 17 años reconvertido en un niño de 6/7 años después de tomar una droga llamada APTX 4869: Conan Edogawa. Eligió este nombre por los autores Sir Arthur Conan Doyle y Rampo Edogawa. Sus padres son el escritor Yusaku Kudo y la actriz Yukiko Kudo. Él está enamorado de Ran, ahora vive en su casa junto al padre de ella, el fracasado detective Kogoro Mouri. Con su nueva identidad asiste a un colegio de primaria - donde entabla amistad con Ayumi, Genta y Mitsushiko, luego de un tiempo una nueva chica llega a la escuela con el nombre de Haibara Ai quien era parte de la organización de los hombres de negro (nombre clave Sherry) pero un suceso que le molestó hizo que llegara a tomarse la misma droga que Shinichi la cual la hizo encoger, ahora ella vive con el profesor Agasa y ella también es parte de la liga juvenil de detectives quienes resuelven casos con la ayuda de Conan. - y así Shinichi vive su día a día intentando descubrir cómo recuperar su antiguo cuerpo. Pero mientras, los casos empiezan a llamar a casa de Kogoro, Conan busca más pistas que lo guiaran a estar un paso adelante de los "hombres de negro" y gracias a los inventos del profesor Agasa puede resolver los casos fácilmente logrando que nadie sospeche, uno de los inventos es la pajarita cambia voces y el reloj con dardos anestesiantes que son los que más utiliza en la serie.

- Ran Mōri (毛利　蘭 Mōri Ran?):[14] es una joven de 17 años protagonista de la historia junto a Shinichi. Es amiga de infancia de éste y está secretamente enamorada de él. Usualmente acompaña a su padre, Kogorō Mōri, y a Conan en los diferentes casos. En varias ocasiones ha sospechado que Conan es, en realidad, Shinichi aunque siempre termina convenciéndose de que aquel solo es un niño. Es capitana de karate en su secundaria y campeona a nivel regional. Demuestra ser una persona que se preocupa profundamente por aquellos a quienes ama, además de ser paciente y amable. Cuando percibe que el peligro acecha a alguna persona de su entorno, actúa impulsivamente, intentando evitar que aquel peligro dañe a esta persona en cuestión. Ejemplo de lo anterior es cuando salva a Ai Haibara de los disparos de Calvados, un exintegrante de la Organización de los hombres de negro. Pese a ser una joven inteligente y excesivamente valiente, teme profundamente a todo lo relacionado con lo paranormal. Es capaz de reconocer si Shinichi se encuentra cerca suyo, a excepción de cuando este se encuentra como Conan, debido a la costumbre de su compañía, aunque a veces esta similitud de esencias le haga dudar de la verdadera identidad del niño. Por la capacidad anterior, Ran puede reconocer las veces que Kaito Kid se ha disfrazado de Shinichi, evitando así ser engañada por este mago.

- Kogorō Mōri (毛利 小五郎 Mōri Kogorō?):[15] es un detective privado, padre de Ran y exmarido de la famosa abogada Eri Kisaki. Es adicto al tabaco, al alcohol, a las carreras de caballos y a los conciertos de Yoko Okino. Cuando Conan se traslada a su casa, su fama empieza a crecer como detective, ganándose el apodo de El detective durmiente. Aunque parece que no tiene intelecto para su faena como detective, en su pasado fue un excelente agente de policía. Ha demostrado en ocasiones ser una persona altamente inteligente, sobre todo en las resoluciones de los casos que lo conciernen directamente.

- Ai Haibara (灰原 哀 Haibara Ai?):[16] científica procedente de la Organización de los Hombres de Negro y creadora del APTX 4869, su verdadero nombre es Shiho Miyano y tiene 18 años. En la organización la conocían como Sherry. Después de que Gin matara a su hermana Akemi Miyano, decide tomarse el APTX 4869 pensando que se suicidaría, puesto que la organización la había encerrado al no querer trabajar más, sin embargo, se encogió al igual que Shinichi Kudo. En algunas partes de la serie se puede presenciar que Ai Haibara está atraída por Shinichi Kudo. Vive con el profesor Agasa y desarrollan una relación bastante peculiar de padre e hija. Al igual que Conan, Haibara tiene muy buena intuición, y a menudo es capaz de "presentir" cuando alguien la observa, principalmente cuando es alguien de la Organización de los Hombres de Negro.
- Heiji Hattori (服部 平次 Hattori Heiji?):[17] es un joven detective de 17 años proveniente de Osaka. En su localidad tiene la misma fama que Shinichi en Tokio, llegando a ganarse el apodo "el gran detective del Oeste". Luego de un par de encuentros con Conan, descubre su verdadera identidad. Con el tiempo se convierte en un gran amigo suyo. Pertenece al grupo de los aliados de Conan. Su mejor amiga es Kazuha Tomaya, a quien conoce desde niño y de quien se encuentra enamorado. Cuando Kazuha se encuentra en peligro o cuando algún hombre se le acerca considerablemente, Hattori pierde rápidamente los estribos, haciendo que actúe impulsivamente. En algunas ocasiones le ha insinuado a Kazuha que tiene sentimientos por ella, pero inmediatamente se arrepiente de ello, por lo que le dice una serie de cosas que logran confundirla y convencerla de que ella ha malinterpretado sus palabras. Hattori tiene altas capacidades intelectuales, de ingenio, además de ser un gran practicante de kendo. Ha ayudado en diversas situaciones a Conan, con el fin de mantener su verdadera identidad como un secreto tanto de Ran, Kazuha como de los hombres de negro.
- Kaito Kuroba (黒羽 快斗 Kuroba Kaito?):[18] es la verdadera identidad del famoso mago ladrón de joyas, Kaito Kid. Es un adolescente de 17 años que cursa el segundo año de secundaria en la escuela Ekoda. Es considerado un gran mago con múltiples talentos intelectuales y físicos, además de tener gran atractivo físico y gran capacidad para conquistar a las mujeres. Está enamorado de su amiga de infancia Aoko Nakamori. Su padre, Toichi Kuroba, el primer Kaito Kid, fue asesinado por una organización secreta. Debido a lo anterior, 8 años después de este acontecimiento, como forma de vengar la muerte de su padre, Kuroba decidió continuar con el legado de Kaito Kid. Estableció como misión encontrar y destruir una piedra preciosa que aquella organización había estado buscando por años. Se dice que aquella piedra es capaz de otorgar la vida eterna. Para identificarla, Kuroba debe ponerla, durante las noches que haya luna, a contraluz. Esto explica las peculiaridades de sus acciones como ladrón, tales como el que sólo robe piedras preciosas y el que ataque solo durante las noches de luna llena. Se aprecia que constantemente se enfrenta a Jirokichi Suzuki, tío de Sonoko Suzuki, dado que este suele hacer eventos de gran renombre en los que expone piedras preciosas exclusivas. Kuroba declaró a Conan como su gran rival.

## Contenido de la obra

### Manga
En 1994, el mercado del manga japonés estaba experimentando una explosión con el género de misterio después de la publicación de la serie Los archivos del caso Kindaichi (金田一少年の事件簿 Kindaichi Shōnen no Jikenbo?). En ese tiempo, Gōshō Aoyama comenzó a dibujar Detective Conan; el primer capítulo de su trabajo apareció en la revista Shūkan Shōnen Sunday 一de la editorial Shōgakukan一 el 2 de febrero del mismo año. La obra está influenciada por las historias de Arsenio Lupin y Sherlock Holmes, así como las películas de samuráis de Akira Kurosawa. Aoyama ha declarado que pasa un promedio de cuatro horas por cada nuevo caso de manga e incluso más de doce si es una historia «difícil de armar». Cada caso abarca varios capítulos y se resuelve al final, donde los personajes explican los detalles de sus soluciones en términos simples. En 2007 se lanzó una base de datos que consta de todos los casos del manga. Por otro lado, Aoyama intenta mantener un lenguaje simple en su obra para ayudar a los lectores a entenderla.
Cada miércoles se publica un file en la revista Shōnen Sunday en Japón, llegando ya a los 1000. En el 2001, el manga obtuvo el premio Shōgakukan en la categoría shōnen, uno de los premios más prestigiosos que se da anualmente en Japón.
En España, en el año 1998 se comenzó a editar el manga Detective Conan de la mano de Planeta deAgostini. En un principio fue un fracaso, pero tras el estreno del anime en TV, pronto se comenzaron a editar nuevos tomos, llegando a recopilar 13 tomos del Volumen 1, 102 del Volumen 2 (abierta), 31 del Volumen Especial y 38 de la Nueva Edición de tomos dobles (76 tomos japoneses) hasta la fecha. Esto la convierte en la serie manga más larga publicada en España, superando así a su antiguo rival, Saint Seiya.
| Rol                      | Nombre                                                                                   |
| ------------------------ | ---------------------------------------------------------------------------------------- |
| Autor Original           | Gosho Aoyama                                                                             |
| Productores              | Michihiko Suwa Kazuhiko Yagiuchi Masahito Yoshioka                                       |
| Música de Fondo          | Katsuo Ono                                                                               |
| Diseño de Personajes     | Masatomo Sudo                                                                            |
| Editor de Historia       | Junichi Iioka                                                                            |
| Guionistas               | Kanji Kashiwabara Kazunario Kouchi Junichi Miyashita Yuichi Higure Toshiki Inoue         |
| Directores de Animación  | Masatomo Sudo Hirotoshi Takatani Haruo Oogawara Atsushi Aono Akio Kawamura Takashi Hyodo |
| Director de Arte         | Yukihiro Shibutani                                                                       |
| Directores de Fotografía | Takashi Nomura Hironobu Horikosi Takahisa Ogawa                                          |
| Director de Grabación    | Katsuyoshi Kobayashi                                                                     |
| Editor                   | Terumitsu Okada                                                                          |
| Director                 | Kenji Kodama                                                                             |
| Producido por            | TMS Entertainment Yomiuri Telecasting Corporation                                        |

### Anime
La serie de anime es producida por los estudios TMS Entertainment y Yomiuri TV que se transmite desde 1996 y cuenta con más de 1000 episodios y aún se sigue emitiendo hasta la fecha.
Al igual que la mayoría de los animes, el de Detective Conan es una adaptación animada del manga. Las diferencias entre anime y manga son más o menos notorias y el principal cambio se da en los llamados rellenos (o fillers), aunque se han dado algunas ediciones de mayor o menor importancia durante la historia en el anime con respecto a lo acontecido en el manga. En el ranking publicado por TV Asahi de los mejores 100 animes de 2006 (sobre la base de una encuesta en línea en Japón), alcanzó el puesto 23 mientas que en la lista de celebridades alcanzó el puesto 43. En Japón es una de las series más vistas en televisión.
En Hispanoamérica la versión animada obtuvo 123 episodios divididos en dos temporadas, así como las tres primeras películas dobladas. En agosto de 2014 anunciaron por el canal chileno de paga Etc...TV el retorno del doblaje, esta vez de manos de actores chilenos. Se han estrenado, hasta el momento, un total de 288 episodios.
En España, se estrenó en 2001. En español se llegaron a emitir gracias a la autonómica andaluza Canal 2 Andalucía, Cartoon Network. Además, la serie ha sido emitida también en Animax y otras cadenas autonómicas como las de Castilla-La Mancha, Canarias, Comunidad Valenciana, Cataluña, Islas Baleares, Galicia, y País Vasco (estas cinco últimas con sus propios doblajes en sus respectivas lenguas autonómicas), etc. En España el anime es distribuido por Arait Multimedia. Se han llegado a doblar los primeros 401 episodios y las primeras 4 películas, además de otras posteriores estrenadas en cine. También ha sido doblada al catalán, contando con más de 800 episodios.
La traducción al castellano del doblaje de la serie corrió por cuenta de Salomón Doncel-Moriano Urbano y Alessandra Moura.

### OVAs (Original Video Animation)
- Anexo: OVA de Detective Conan

### Películas
- Película 1: Detective Conan: El rascacielos del tiempo (名探偵コナン 時計じかけの摩天楼 Meitantei Konan: Tokei Jikake no Matenrō) (19/04/1997)

La primera película sigue las aventuras de Conan mientras intenta encontrar y capturar a un terrorista que ha puesto bombas por toda la ciudad. Después de ir bomba tras bomba, Conan debe detener una antes de que destruya un rascacielos en el centro de la ciudad cuya potencia causaría millones de dólares en daños y cientos de muertos, y además de ello Ran se encuentra en un gran dilema porque tendrá que desactivar una bomba en el edificio donde había quedado a las 10 de la noche con Shinichi para celebrar su cumpleaños (el de Shinichi) viendo una película.
- Película 2: Detective Conan: La decimocuarta víctima (名探偵コナン 14番目の標的 Meitantei Konan: Jūyon-banme no Tāgetto) (18/04/1998)

Una mañana, Ran se despierta sobresaltada por una pesadilla. En ella, a su madre Eri le disparan; Ran no sabe el porqué de ese sueño hasta que recuerda que 10 años antes su padre Kogoro, cuando aún estaba en el cuerpo de policía, disparó a Eri como único modo de arrestar al criminal Jo Murakami. Justamente en esos días, Jo Murakami ha salido de prisión tras cumplir una condena de 10 años por sus crímenes. Kogoro Mouri y Juuzo Megure fueron sus captores, y comienza una serie de intentos de ataques relacionados con conocidos, amigos y familiares de Mouri y con cartas de naipe. Intentando defender a los implicados y capturar al responsable terminarán en un lujoso restaurante donde Conan dará la última batalla. Al final Conan se dará cuenta cual fue el motivo por el cual Kogoro le disparó a su esposa.
- Película 3: Detective Conan: El último mago del siglo (名探偵コナン 世紀末の魔術師 Meitantei Konan: Seikimatsu no Majutsushi) (17/04/1999)

La policía japonesa no es capaz de atrapar al ladrón de guante blanco Kaito Kid. Su próximo objetivo es hacerse con el Huevo de Pascua de la Rusia Imperial, una joya hecha con oro y cristal que se encuentra en Osaka, y avisando de ello envía una nota a las fuerzas policiales retándoles a que se lo impidan. Kogoro Mouri y su familia se desplazan hasta Osaka para ayudar a la policía. Conan se encontrará de nuevo con Kaito Kid e intentará impedir el robo. Pero aparece un asesino, Escorpión, que dispara a Kaito Kid y se le llega a dar por muerto. Conan, Ran, Kogoro, Shiratori, Haibara, Agasa, los detectives infantiles y los que ambicionan el Huevo de Paso se verán envueltos en una aventura dentro de un castillo, donde se hará conocida la identidad del asesino y la aparición de cierto personaje dado por perdido. Finalmente, Conan se ve obligado a revelarle a Ran su verdadera identidad, pero alguien nuevamente acude en su ayuda. ¿Qué pensará el detective rejuvenecido?
- Película 4: Detective Conan: Capturado en sus Ojos (名探偵コナン 瞳の中の暗殺者 Meitantei Conan: Hitomi no Naka no Ansatsusha) (22/04/2000)

Uno tras otro, diferentes oficiales de policía están siendo asesinados. La Policía intenta no perder los nervios e investigar con calma lo sucedido, creyendo que el asesino puede formar parte de alguna asociación vinculada a las fuerzas policiales. Resulta que el hijo del jefe del departamento policial está involucrado en los asesinatos y Ran pierde la memoria. Conan se ve enfrentado al asesino que quiere terminar con Ran para dar su última lucha en el Tropical Land. Ran se sorprende al ver como Conan la defiende con su vida y le pregunta el por qué. Conan le confiesa el quererla lo que hace animarla a que recupere la memoria. Al final de la película Ran le hace ver a Conan que le dijo eso para que recordara como Kogoro se había confesado a Eri, la mamá de Ran, dándole a entender que se expresa con los mismos términos que Kogoro.
- Película 5: Detective Conan: Cuenta regresiva al cielo (名探偵コナン 天国へのカウントダウン Meitantei Conan: Tengoku no Kauntodaun) (21/04/2001)

En la ciudad de Nishitamashi se va a inaugurar un edificio con forma de torres gemelas, con 75 plantas de alto que hacen que desde el suelo parezca que han de alcanzar el cielo. Al reconocer las torres mientras vuelven de un campamento escolar, Conan y los pequeños detectives deciden verlas de cerca. En el edificio se encuentran con Kogoro, Ran y Sonoko por casualidad, pues la presidenta del Tokiwa Group, Mio Tokiwa, y Kogoro eran viejos compañeros de la universidad, y la mujer había invitado a Kogoro para enseñarle el edificio el día antes de ser inaugurado. Uniéndose a ellos, Conan y el resto de niños se escapan del tour guiado por Mio y van hasta el último piso para ver la maravillosa vista de la ciudad. Pero algo va mal para Conan; dos trabajadores están hablando y dicen que hay un coche sospechoso delante del edificio, un Porsche 356A negro, muy similar al de Gin. La situación se ve peor al ocurrir tres asesinatos relacionados con la inauguración del edificio y la explosión de unas bombas que obligan a evacuar pronto. Conan se verá en la aventura de rescatar a Ran y finalmente a la liga juvenil de detectives antes de que el edificio se derrumbe.
- Película 6: Detective Conan: El fantasma de Baker Street (名探偵コナン ベイカー街の亡霊 Meitantei Konan: Beikā Sutorīto no Bōrei) (20/04/2002)

Un niño prodigio que vive en los Estados Unidos se suicida después de crear un programa informático. Años más tarde este juego va a salir a la venta, pero antes de eso hay una fiesta de presentación donde acuden todo tipo de personas importantes: actores, cantantes, científicos, jefes de empresas, etc., incluso Yusaku Kudo, el padre de Shinichi, y el Profesor Agase. En esta fiesta hay 50 máquinas virtuales con el nuevo juego para que lo prueben 50 niños. En un principio los 50 niños son todos niños ricos, pero la Liga Juvenil de Detectives consigue colarse para poder jugar y Sonoko le regala su pase de cortesía a Ran para que no se aleje de Conan. Sin embargo, algo va mal, de repente el juego cobra "vida" y comienza a hablar. El juego consiste en superar unas pruebas en diferentes escenarios, si alguien falla, morirá. La única manera de salvar a los niños es que alguien consiga llegar hasta el final. Conan elegirá el escenario de Londres del siglo XIX, donde tendrá que descubrir la verdadera identidad de "Jack el Destripador".
- Película 7: Detective Conan: Cruce en la antigua capital (名探偵コナン　迷宮の十字路 Meitantei Konan: Meikyū no Kurosurōdo) (19/04/2003)

La película trata de un camino maldito de unas ruinas y unos monjes muy extraños. En este cruce estarán Ran, Conan, Heiji y Kazuha, en donde todos son objetivos de varios atentados con flechas. Heiji cree encontrar a su primer amor, mientras que con Conan descifran el misterioso código. En uno de los enfrentamientos entre Heiji y el asesino, Kazuha logra detener una muerte segura para Heiji, y dañar al asesino dando con una evidencia de quien podría ser el enmascarado. Pero mientras vuelva a buscarlo mientras Heiji está en el hospital, Kazuha es secuestrada. Conan logra valerse de un antídoto temporal y vuelve siendo Shinichi, pero haciéndose pasar por Heiji. En contra de sus deseos, es visto por Ran y se ve obligado a dormirla con un dardo anestesiante, mientras que el antídoto pierde su efecto. Volviendo a ser Conan, con Heiji y Kazuha logran detener a los monjes, y la corta aparición de Shinichi queda como un buen recuerdo para Ran. Heiji, finalmente se da cuenta de que Kazuha era su primer amor y no la otra chica.
- Película 8: Detective Conan: El mago del cielo plateado (名探偵コナン　銀翼の奇術師 Meitantei Konan: Gin Yoku no Majishan) (17/04/2004)

En esta ocasión, una famosa actriz pide ayuda a Kogoro Mouri para proteger un anillo antiguo de Kaito Kid. Antes de que la obra de teatro empiece, conocen a todos los actores y Nakamori presenta como refuerzo a Shinichi Kudo. Conan capta inmediatamente que se trata de Kaito Kid e intenta alejarlo celosamente de Ran. Mientras todos creen que el ladrón aparecerá al final de la obra, Conan sigue a Kid, pero el guante blanco logra escapar. Siguiendo con el cuidado del costoso anillo, Kogoro, Ran, Conan, Eri, Sonoko, Agasa, Haibara y la liga juvenil son invitados a un vuelo en avión, donde ocurre el misterioso asesinato a la dueña del anillo. Lamentablemente el envenenamiento llega a los pilotos y Conan se ve obligado a manejar junto a Kaito Kid disfrazado el avión. Al verse sin lugar para aterrizar, Kaito Kid azuzará a la policía y Conan dejará a cargo a Ran y Sonoko del avión, para disimular su voz de Shinichi. Ran lo critica para finalmente confesarse. Al final, Ran termina creyendo que había confesado sus sentimientos a Kaito Kid al verlo nuevamente con lo que creía era una máscara de Shinichi.
- Película 9: Detective Conan: Estrategia sobre las profundidades (名探偵コナン　水平線上の陰謀 Meitantei Konan: Suihei Senjō no Sutoratejī) (9/04/2005)

Conan, Ran, Kogoro, Agase y los niños van en el crucero Afrodite por el mar. Todo va bien hasta que una serie de asesinatos y una explosión obligan a evacuarlos del barco porque se hunde. Kogoro logra descubrir al verdadero asesino por sí mismo, pero junto a Conan se dan cuenta de que Ran ha desaparecido. Su última misión en ese crucero es encontrarla antes de que el navío se hunda por completo. Al final, Conan menciona a Ran como "la persona a la cual tiene que proteger siempre".
- Película 10: Detective Conan: El réquiem de los detectives (名探偵コナン　探偵たちの鎮魂歌 Meitantei Konan: Tantei Tachi no Rekuiemu) (15/04/2006)

Kogoro es contratado en un parque de atracciones para que investigue un caso, pero si no lo consigue en 12 horas Ran y los niños morirán. Conan también ayuda a Kogoro a investigar y paso a paso van apareciendo personajes como Heiji, Kazuha, Agasa, Sonoko, Kaito Kid, el Inspector Megure, Shiratori, Sato, Takagi, Chiba, los detectives Yokomizo, Heizo Hattori, Eri Kisaki, el detective juvenil Saguru Hakuba, etc.
- Película 11: Detective Conan: La bandera pirata en el vasto océano (名探偵コナン　紺碧の棺 Meitantei Konan: Kon Peki no Jorī Rojā) (21/04/2007)

Conan y los niños viajan a una isla junto a Kogoro, Ran, Sonoko y Agasa. Los niños van resolviendo un mapa del tesoro mientras que Ran y Sonoko hacen buceo. Finalmente la historia de dos mujeres piratas y su barco escondido darán mucho juego en una aventura increíble, Ran se verá envuelta en un problema y Conan tratará de salvarla.
- Película 12: Detective Conan: La partitura del miedo (名探偵コナン　戦慄の楽譜 Meitantei Konan: Senritsu no Furu Sukoa) (19/04/2008)

Una serie de asesinatos apuntan a varios músicos. Todas las víctimas eran antiguos miembros de una academia de música dirigida por un famoso pianista. Se abre un salón de conciertos para la música hecha por ese pianista y Conan y otros fueron invitados a su abertura. La característica principal del concierto era los tonos de "Bach trembled", un tipo de música tocado con el Órgano de pipa, el famoso violín "Stradivarius", y la voz perfecta de una vocalista. Sin embargo, comienzan a suceder muchos incidentes sospechosos durante el concierto. Conan y otros invitados visitan el concierto en el día del estreno, pero ocurre una repentina y enorme explosión en el salón de conciertos, rodeando el lugar con enormes llamas.
- Película 13: Detective Conan: El perseguidor negro (名探偵コナン　漆黒の追跡者 Meitantei Konan: Shikkoku no Cheisā) (18/04/2009)

La película se desarrolla en torno a unos asesinatos en serie en Tokio y Kanagawa. Vienen muchos policías de todo Japón para asistir al encuentro relacionado con el caso y Conan ve cómo un hombre entra en el coche de Gin. Conan sospecha que el caso tiene que ver con la organización y descubre que Irish (hijo de Pisco) se hace pasar por un miembro de la policía y que va en busca de una tarjeta de memoria con datos de espías la organización.
- Película 14: Detective Conan: El barco perdido en el cielo (名探偵コナン　天空の難破船 Meitantei Konan: Tenkū no Rosuto Shippu) (17/04/2010)

El tío de Sonoko desafía nuevamente a Kaito Kid, esta vez el objetivo se encuentra en un dirigible y se trata de un anillo. Kid tendrá 6 horas para robar la joya, tiempo que tarda el dirigible en llegar de Tokio a Osaka; en el mismo también estarán Conan, Ran, Kogoro, el profesor Agasa, Haibara, Sonoko y los pequeños detectives. A la mitad del vuelo un grupo terrorista con una bacteria en poder lo secuestra.
- Película 15: Detective Conan: 15 minutos de silencio (名探偵コナン　沈黙の１５分 Meitantei Konan: Chinmoku no Kwōtā) (16/04/2011)

¡15 segundos antes para la explosión del tren subterráneo!
Un día de diciembre llega una misteriosa nota de amenaza a la sección de Asakura. Ese día, ¡Explota el túnel subterráneo de una línea de tren recién abierta! Sin embargo, gracias a Conan, que se enteró de la nota de amenaza por Kogoro, el caso se cerró sin dejar a ninguna persona herida, pero... luego en una ciudad alejada del mundo, se desarrolla un caso, lo cual llevara a trágicas consecuencias.
- Película 16: Detective Conan: El undécimo delantero (名探偵コナン　１１人目のストライカー Meitantei Konan: Jūichininme no Sutoraikā) (14/04/2012)

¡Conan, a quien le gusta el fútbol, se topará con un caso inimaginable!
Hasta el momento Conan ha resuelto diversos caso relacionados al fútbol, pero ¡en esta película será envuelto en un caso a una escala inimaginable! Un día, Kogoro recibe una llamada misteriosa anunciando una bomba. "Un niño azul y una cebra azul, lluvia desde arriba...": si logran resolver este código, podrán detener la explosión. Conan, quien estaba mirando un partido de fútbol con la Liga Juvenil de Detectives, también se involucra en la resolución del código, pero lo que se esconde detrás de eso. A Conan se le presentará un misterio y terror a escala de película no antes visto.
- Película 17: Detective Conan: El detective del mar lejano (名探偵コナン　絶海の探偵 Meitantei Konan: Zekkai no Puraibēto Ai) (20/04/2013)

Un barco desconocido con bomba que flota sobre el mar en el amanecer. Todo empezó con ese barco...
En un puerto de Kyoto.
Gracias a las Fuerzas Autodefensas se inauguró una visita a la nave Aegis. Conan, Ran, Kogoro y la Liga Juvenil disfrutan del crucero lleno de la última tecnología desarrollada. Sin embargo, suenan las alarmas y se vive una atmósfera extraña dentro de la nave. No pasa mucho tiempo hasta que se encuentra un cadáver sin brazo izquierdo, y el cadáver se trata de uno de los oficiales de la marina! Hay una serie de puntos extraños. Conan, quien empieza con la investigación, descubre que está abordó el espía "X". ¿Quién es el espía "X"? ¿Cuál es su relación con el barco?
La sombra del espía que se acerca hacia Conan y los demás. Dentro de esta nave se esconde un gran secreto que supera la imaginación y hará temblar a todo Japón.
- Película 18: Detective Conan: El francotirador de otra dimensión (名探偵コナン　異次元の狙撃手 Meitantei Konan: Ijigen no Sunaipā) (19/04/2014)

Tras haber participado en la ceremonia de inauguración de la torre Bell Tree, Conan y sus amigos gozan de sus vistas desde su piso más alto, a 635 metros sobre el suelo, pero mientras lo hacen, una bala impacta contra la ventana y se dispara sobre un hombre. Ran y los Detectives Juveniles entran en pánico, al no saber qué ha pasado tan de repente, pero Conan gracias a sus gafas con zoom descubre una sombra negra en dirección a la trayectoria de la bala.
Junto a la joven estudiante Masumi Sera, persigue al francotirador en moto, pero terminan involucrándose en una persecución donde varios coches patrulla están involucrados. ¡Incluso el FBI con Jodie se encuentra persiguiéndole! Pero el culpable huye y termina desvaneciéndose en la amplitud del océano. Mientras Conan, Sera, la policía y el FBI investigan, sale a la luz la existencia de un escuadrón especial de la marina: los "Navi Seals", que están relacionados con el francotirador, que solo fue el inicio de un gran pánico que se extiende por toda la ciudad. También el estudiante de postgrado Subaru Okiya mueve ficha en el asunto.
- Película 19: Detective Conan: Los girasoles del fuego infernal (名探偵コナン　業火の向日葵 Meitantei Konan: Gōka no Himawari) (18/04/2015)

El objetivo es una pieza de valor internacional. El supuesto tiempo perdido, ahora empieza a moverse.
La famosa pintura "Los girasoles" del maestro Gogh lo guía... El verdadero y el falso, el laberinto y la prisión, ¿¡el detective y el ladrón fantasma sospechoso!? Cada uno de sus encuentros son ilustrados, ¡Un magnífico misterio artístico!
- Película 20: Detective Conan: Una Negra Pesadilla (名探偵コナン 純黒の悪夢 Meitantei Konan: Junkoku no Naitomea) (16/04/2016)

Durante una oscura noche, un espía irrumpe en la jefatura de policía y accede a los archivos secretos sobre espías de varias agencias especiales de inteligencia infiltrados en la Organización de los Hombres de Negro. Agencias como el MI6 de Inglaterra, el Servicio Federal de Inteligencia de Alemania (BDN), el Servicio Secreto de Inteligencia Canadiense (CSIS), la CIA de los Estados Unidos y mismísimo FBI se ven amenazadas por el robo de estos archivos secretos. Antes de que se realice el robo, los oficiales de la seguridad pública dirigidos por Tooru Amuro llegan justo a tiempo para detener al responsable. El espía logra huir pero Amuro, con la ayuda del agente del FBI a Shuichi Akai, logran abatirlo durante la persecución. Al día siguiente, Conan y sus amigos van a un acuario recién inaugurado y remodelado en Tokio. Junto a la principal atracción del acuario, una noria gigante, Conan encuentra a una atractiva mujer desorientada y herida que sufre heterocromía (una anomalía de los ojos en la que los iris son de distintos colores). La mujer se encuentra en un estado de amnesia profunda, de la que ni siquiera recuerda su propio nombre. Además, su móvil no funciona. Conan y sus amigos tratarán de ayudarla a recuperar su memoria y aclarar lo que realmente le sucedió. Mientras tanto, Vermouth observa atentamente los movimientos de Conan. Siguiendo órdenes estrictas de su superior, Vermouth toma una pistola con silenciador en la mano y comunica: "Todo va según lo previsto, Gin".
- Película 21: Detective Conan: La Carta de Amor Carmesí (名探偵コナン から紅の恋歌 Meitantei Conan: Karakurenai no Raburetā) (15/04/2017)

Una bomba ha estallado en la central de Nichiuri TV, símbolo de Osaka. Dentro de las instalaciones, se estaba rodando la final de la Copa Satsuki, de la que se conocería al ganador de Hyakunin Isshu de Japón. La situación es complicada, el edificio se está derrumbando y, en el interior, tan solo quedan el detective juvenil del oeste, Heiji Hattori y su amiga de la infancia, Kazuha Toyama. En ese momento, Conan salva a ambos de una muerte segura.
Todo parece indicar que se trata de un acto terrorista, pero se desconoce quién es el culpable y cuál era su principal objetivo. Conan y Heiji no logran comprender la situación, y en medio de esa confusión, Conan y los demás se encuentran con una chica que dice ser "la prometida de Heiji". Su nombre, Momiji Ooka. Esta misteriosa chica, además de ser la campeona juvenil de Hyakunin Isshu, también dice ser "el destino de Heiji".
En ese momento, en una casa japonesa de Arashiyama en Kioto, asesinan al campeón de la Copa Satsuki. Las imágenes de la escena del crimen muestran a Momiji en el lugar... y de fondo, una misteriosa "canción" sigue sonando...
- Película 22: Detective Conan: El caso Zero (名探偵コナン ゼロの執行人 Meitantei Conan: Zero no Shikkounin) (13/04/2018)

El nuevo establecimiento "Edge of Ocean" que está en la bahía de Tokio será la nueva sede de la reunión cumbre de Tokio. El 1 de mayo que se inaugura la cumbre donde más de 22 000 policías están custodiando el enorme establecimiento, ¡ocurre una gran explosión! Allí se encuentra Tooru Amuro, quien es miembro de la organización secreta conocida como "Zero" que controla la policía de seguridad pública de todo el país. Conan sospecha del caso de explosión que ocurrió días antes de la cumbre y del misterioso comportamiento de Amuro, que se mueve en secreto. En ese momento se encuentran unas huellas digitales en la escena del crimen y coinciden con las huellas de Kogoro Mouri, quien perteneció a la policía en el pasado. ¿Acaso se trata de una conspiración? Conan y Amuro inician la investigación alrededor del arresto de Kogoro.
- Película 23: Detective Conan: El Puño de Zafiro Azul (名探偵コナン 紺青の拳 Meitantei Conan: Konjō no Fisuto) (12/04/2019)

El zafiro más grande del mundo, hundido junto a un barco pirata a finales del siglo XIX en las costas de Singapur, es recuperado por un millonario con el objetivo de exhibirlo en el Hotel Marina Sands de Singapur, donde se comete un asesinato y en la escena del crimen aparece una carta de Kaito Kid ensangrentada. Mientras tanto, Ran y Sonoko vuelan a Singapur para presenciar un torneo de karate. Sin embargo, al no poseer un pasaporte con ese nombre, Conan debe quedarse en Japón, pero Kid, que precisa de su ayuda, lo secuestrará y se lo llevará a Singapur, donde tendrá que esconderse bajo el nombre de Arthur Hirai. Pero cuando Kid estaba a punto de lograr su objetivo, encuentra frente a él al karateka de las cuatrocientas victorias consecutivas: Makoto Kyogoku.
- Película 24: Detective Conan: La Bala Escarlata (名探偵コナン 緋色の弾丸 Meitantei Conan: Hiiro no Dangan) (16/04/2021)

Japón se está preparando para conmemorar los Juegos Deportivos Mundiales, los juegos deportivos más importantes del mundo, y los organizará en Tokio. El tren bala hiperlinear, el pináculo de la tecnología avanzada de Japón, comenzará a funcionar coincidiendo con la ceremonia de apertura del WSG (World series games), este tren es capaz de alcanzar velocidades de hasta 1000 km/h entre la estación Shin-Nagoya y la estación Shibahama de nueva construcción en Tokio. Es entonces donde, en una fiesta llevada a cabo por los organizadores de los juegos, se produce una serie de secuestros de altos cargos implicados en la financiación del evento deportivo. En las sombras, Shuichi Akai espera, observando cómo se desarrolla la crisis, mientras los agentes del FBI esperan sus órdenes. Conan deduce la conexión entre los terribles secuestros relacionados con los WSG celebrados en Boston 15 años antes y los hechos ahora sucedidos en Japón.
- Película 25: Detective Conan:La novia de halloween (名探偵コナン ハロウィンの花嫁 Meitantei Conan: Halloween no hanayome) (15/04/2022)

### Cortos, magic files y omakes
1.-Cortos 
Los cortos de Conan están recopilados en un video especial llamado Gosho Collection of Short Stories (Historias Cortas de Gosho Aoyama). Se trata de dos OVAs, capítulos especiales con un total de siete historias alternas. En cuatro de ellas se relacionan algo con Conan o algún personaje de la serie. Salieron en VHS para el año 1999 y en el año 2003 editaron para DVD.
- Yo tendré que esperar por ti (Espera un Momento).
- Una mariposa perdida de color rojo (El caso de la mariposa roja).
- Navidad en verano (El Santa Claus de Verano).
- Voló hacia el cielo nocturno de los 10 planetas (El caso del Bebé Shinichi).
- Lang Ying (El samurái).
- Play it again (Tócala otra vez)
- Misión de 7 minutos de la Liga Juvenil de Detectives (El Making Off Conan).

1 - Magic File 1 (película 11): Composición de los capítulos 132, 133, 134 (El caso de los asesinatos en un club de magos I, II y II) y 196 (El primer caso de Ran: el arma misteriosa).
2 - Magic File 2 (película 12): Shinichi Kudo: El caso de la misteriosa pared y el labrador negro: Este Magic File 2 nos cuenta una historia de cuando Shinichi y Ran estaban en la secundaria, y se desarrolla 3 años antes del caso de la película 12. También nos contará la que importancia tiene la canción "Amazing Grace" y la destreza de Shinichi con el violín.
3 - Magic File 3 (película 13): Shinichi y Ran - El recuerdo de la tabla de mahjong y del Tanabata: Se trata de una historia que transcurre en verano en la época en que Shinichi y Ran estaban en la escuela primaria y secundaria.
4 - Magic File 4 (película 14): La Odisea del okonomiyaki de Osaka: Este capítulo narra lo sucedido un día después de la película 14 desde las 10:30 a. m. hasta las 2:30 p. m. Y cuenta como Conan y Heiji se verán envueltos en una serie de casos que harán que no puedan ir a comer el tan deseado okonomiyaki de Osaka. Toda una odísea.
5 - Magic File 5 (película 15): El capricho del souvenir de Nigata - Tokio: Heiji trata de resolver porque los regalos suvenir que los niños (Ayumi, Genta, y Mitsuhiko) le darían a su profesora Kobayashi y el regalo suvenir que Sonoko le daría a Makoto Kyogoku (su enamorado que es el capitán del club de karate) por una y otra razón se intercambian provocando que los regalos fueran los equivocados, pero finalmente este enredo lo termina resolviendo Conan
6 - Bonus File 6 (Película 16) En este especial le cambiaron el nombre pero se sigue considerando como "Magic File": La flor fantasista: La final de la eliminatoria que decide quien participará en el Torneo Nacional está cerca,
pero Shinichi Kudo, de 3.er año de la escuela secundaria de Teitan,
deja pasar la victoria por poco. Días después, en la pizarra del salón han dejado escrito
sarcásticamente las estrategias y posiciones en el campo de Shinichi y los demás. ¿Quién es el culpable que lo escribió?
7 - Episodio 694 (Película 17). En este caso, el episodio 694 (La golosina japonesa desaparecida en la confitería antigua) es el especial previo a la película 17.
8 - Especial: Kogoro Mouri el fugitivo (Película 18). Adaptado del file 594 del manga y que precede a la película 18. El detective Kogoro Mouri tiene un trabajo donde es común ganarse enemigos. Esquivar a quienes lo persiguen es uno de sus trabajos también, pero quienes lo persiguen en esta ocasión aterrorizarán al mismo Kogoro... ¿Por qué lo están persiguiendo? Una batalla que pone a prueba la inteligencia y el arte del escape ha comenzado!!!

### Especial para televisión
1.º - Lupin III vs Detective Conan
Este especial fue producido por TMS Entertainment, Nippon Television y Yomiuri Telecasting Corporation y se transmitió el 27 de marzo de 2009.
El especial fue promocionado como "el encuentro legendario" entre Conan Edogawa y Lupin III (del manga y anime Lupin III) atrayendo a una audiencia récord de 19,5. VAP lanzó el especial en DVD y Blu-ray Disc el 24 de julio de 2009.

### Serie rodada en imagen real
El 2 de octubre de 2007 fue lanzado un especial de TV de Detective Conan con actores reales, titulado Detective Conan Drama. En el mes de diciembre de 2007 se estrenó la segunda parte, titulada El regreso de Shinichi Kudo. Oguri Shun fue el encargado de dar vida a Shinichi Kudo. Un tercer episodio en imagen real ha sido lanzado en 2011 con motivo del 15 aniversario de la serie. Su más reciente episodio fue lanzado en 2012 con el título Shinichi Kudo y el caso del asesinato de Kyoto Shinsengumi.
Capítulos en imagen real
1. Una carta de desafío para Shinichi Kudo
2. ¡El regreso de Shinichi Kudo!
3. Desafío para Shinichi Kudo- El misterio de la leyenda del ave
4. Shinichi Kudo y el caso del asesinato de Kyoto Shinsengumi

Finalmente, una serie de drama de Detective Conan fue puesta en marcha (Detective Conan: El desafío escrito para Shinichi Kudo) Se emitió con regularidad en Japón, y contó con 13 episodios.

### Videojuegos
Detective Conan, debido a su éxito, ha contado gran cantidad de videojuegos, principalmente en consolas portátiles, pero también en alguna de sobremesa como Psx; "detective conan" (1998) o PlayStation 2; "Detective Conan: Legacy of Great Empire" (2004).
En marzo de 2009 se lanzó el videojuego de Detective Conan, llamado "La investigación de Mirapolis", para la consola de Nintendo Wii principalmente en Japón, América y Europa.
Para la plataforma de Nintendo DS, existen tres videojuegos de la serie.

## La serie en el mundo hispano

### Hispanoamérica
Detective Conan fue estrenado en México el año 1998, pero solo pasaron algunos capítulos, en los cuales obtuvo gran aceptación de los televidentes sin embargo esto no sirvió para mantenerlo en el aire.
Es exactamente el mismo caso de Colombia, donde se transmitieron solo algunos episodios del primer bloque durante la franja Televantas y posteriormente Jack, El Despertador del Canal RCN.
En Argentina transmitieron la primera tanda, consistente en 65 episodios, por el extinto canal Magic Kids.
En Perú se transmitió la primera temporada en el canal Latina Televisión, en el programa infantil Chiquitoons durante el año 1998.
En Chile corrió mejor suerte, ya que transmitieron el primer bloque de 65 capítulos al principio por TV abierta a través de La Red —durante 1998—, y luego por Chilevisión en 1999. En primera instancia se transmitió el primer bloque de episodios llegando al número 65. Tras poco más de 1 año en emisión, la serie fue retirada. Pero el 2006 volvió a emitirse por el mismo canal, estrenando esta vez la cifra de 123 episodios (es decir, todos los doblados para Hispanoamérica). La serie se ha emitido por Etc...TV la misma tanda de 123 episodios doblados en el pasado, donde se ha anunciado que llegaran nuevos episodios exclusivos.
También fue estrenada en el canal LivTV en 2008-2009.
El 2010 la señal de cable City Family estrenó en exclusiva las películas 1 y 2 para toda Hispanoamérica con un nuevo doblaje efectuado en México y respetando los nombres originales de los personajes. Aquel doblaje no prosperó debido a su mala calidad, lo que derivó en una tibia recepción por parte del público.
Inesperadamente, durante el 2013 se dobló en Chile la tercera película de la serie, de la mano de AEDEA Studio; para su distribución en DVD por AVH para Argentina en 2013 y por Edisur para Chile en 2014.
A partir del 10 de noviembre de 2014 se estrenó una nueva temporada de la serie por Etc...TV la cual es inédita para Hispanoamérica contando con un nuevo doblaje realizado en Chile por AEDEA Studio respetando los nombres originales y con el doblaje de los avances, epílogos y las "Next Conan Hint" ("Próxima pista para Conan" como se tradujo en este doblaje latino) el cual comenzó por el episodio 124 de la enumeración japonesa.
Desde entonces, la serie fue emitida por el canal Etc... TV de Chile, estrenando nuevas tandas de episodios a lo largo del 2015, 2016 y 2017. Pero después de que la serie se dejó de emitir en Etc...TV desde marzo del 2018, no hubo novedades hasta que en septiembre del 2019 la serie regreso al canal desde el episodio 284 (numeración japonesa), pero con los episodios en japonés subtitulado, entre mayo y junio de 2024 se emitieron los capítulos 263 y del 284 al 288 (enumeración japonesa), con planes de llegar a más capítulos doblados en 2025.

### España

#### El manga
En el año 1998, Planeta de Agostini Cómics comenzó a publicar la serie. Hasta el año 2000 se habían publicado 13 tomos, pero dado el poco seguimiento de la serie, la editorial catalana detuvo la colección.
En el año 2004, y debido al relanzamiento de la serie en castellano, los fanes pidieron el retorno de la colección y la editorial decidió continuarla. Fue así como se empezaron a lanzar nuevos tomos quincenales, los cuales gozaron de un éxito increíble. Esta colección sería renombrada como “Volumen 2” para diferenciarla de su antecesora, la cual se reimprimió de nuevo bajo el nombre de “Volumen 1” y con el mismo formato.
Los 13 tomos del Volumen 1 se corresponden a los 13 primeros de la edición japonesa. Las diferencias respecto a la versión original se corresponden con que la lectura se realiza de izquierda a derecha, el Keyhole (parte del tomo donde se describen a los personajes) fue eliminado y las portadas de los tomos modificadas.
El Volumen 2 poseía en el año 2005 32 tomos, los cuales se corresponden con los 14-29 de la edición original japonesa (estos tomos contaban con la mitad de las páginas de los volúmenes japonesas, aprox. 96 pág por tomo), presentando las mismas características que la edición Volumen 1 y se publicaban quincenalmente.
A partir del tomo 33 del Volumen 2 los tomos comenzaron a ser editados con el mismo número de páginas que la japonesa. Hasta julio de 2022 se han publicado 102 tomos del Volumen 2, que se corresponden con los 99 primeros tomos de la edición japonesa.
En el año 2007 se comenzó a publicar la serie “'Detective Conan Especial'”, una serie escrita y dibujada por los ayudantes de Gosho Aoyama. Se han publicado, en España 31 tomos de los 38 que existen en Japón. Aunque actualmente ha sido cancelado.
En el año 2011, ha comenzado a editarse una nueva edición desde el principio, “'Detective Conan: Nueva Edición'” en la cual cada tomo equivale a dos tomos japoneses. Hasta la fecha han salido ya 38 tomos (correspondientes a los 76 primeros japoneses).
Además la editorial publicó dos libros sobre la serie: uno en el 2007 “Detective Conan vs. Magic Kaito” donde se recogen los mejores enfrentamientos entre estas dos series de Gosho Aoyama y otro en el 2009 llamado “Aprende inglés y japonés con el Detective Conan” que como se indica en el título es un curso para aprender esos dos idiomas e incluía un CD para practicar la pronunciación.

#### Anime
En España la serie es distribuida por Arait Multimedia en todo el país. La edición que la distribuidora madrileña adquirió es la de los másteres internacionales de TMS que se televisa en el resto de países europeos. Las principales diferencias entre esta “edición internacional” y la original japonesa son:
- Las cabeceras no poseen créditos, al contrario que en la versión japonesa.
- Los endings ya no presentan los créditos japoneses, sino que han sido traducidos al inglés.
- La numeración establecida no coincide con la original japonesa, dado que en la española se dividen los especiales de 1 o 2 horas en 2 o 4 partes respectivamente.
- Fueron eliminados el opening 2 y los endings 2, 16 y 17 sin motivo alguno.
- Las partes de los episodios que se emitieron originalmente antes del opening y después del ending se han introducido en esta versión después y antes de los mismos respectivamente.
- Se han eliminado para esta versión las “Next Conan Hint” (un fragmento en el que se daba una pista para resolver el caso del siguiente episodio) y “Conan Gag” (un chiste que contaban Conan y sus amigos sobre el episodio).
- En las películas los textos japoneses han sido presentados en español, incluyendo los créditos. Además algunas escenas de la presentación del argumento de la serie han sido cortadas.

A partir del episodio 306 la serie se ha comenzado a emitir con una gran nitidez y mayor calidad de imagen en España, aunque no ha sido hasta el episodio 509 cuando la serie se ha empezado a difundir en Alta Definición (HD) Formato Panorámico (16:9).
El audio de la serie en español se ha grabado en estéreo, lo que ha aumentado considerablemente la calidad del sonido de los episodios.

#### Aspectos de la serie y Merchandasing
- Serie de TV (Arait Multimedia) : 407 episodios + 4 películas.
- Manga (Planeta deAgostini Cómics) : Volumen 1 (13 tomos) + Volumen 1 Reedición (13 tomos) + Volumen 2 (102 tomos) + Volumen Especial (31 tomos) + Detective Conan Nueva Edición (38 tomos) + Detectiu Conan (8 tomos, solo Cataluña).
- Manga Especial (Planeta deAgostini Cómics) : Detective Conan vs Magic Kaito (Recopilatorio), Aprende inglés y japonés con el Detective Conan (curso).
- Novelas (Genko Books) : Detective Conan: La leyenda del tesoro del Koshu, Detective Conan: Sinfonía para un crimen perfecto.
- Videojuegos (Nobilis) : Detective Conan: La investigación de Mirápolis.
- DVD´S : 38 DVD´S Planeta de Agostini (75 episodios), 3 Packs DVD de Jonu Media (75 episodios), 2 DVD´S de Manga Films S.L. (12 episodios) + 2 DVD´S de CRTVG (6 episodios, solo Galicia).

#### Emisión
La serie fue emitida por primera vez en Cartoon Network el día 5 de marzo del 2001 y posteriormente, estrenada el 29 de junio de 2002 por Antena 3 en abierto, llegando a ser difundidos los primeros 80 episodios (aunque TMS Entertainment comercializaba los 200 primeros). Debido principalmente a que la serie mostraba asesinatos, sangre y violencia fue retirada de la parrilla de Antena 3 sin llegarse a emitir por completo, lo que coincidió con la retirada temporal del manga en España. Además, el Canal 33 comenzó a emitir la serie en catalán, doblando y emitiendo en el año 2001 un total de 80 episodios, que continuarían en el 2003 hasta llegar a la cifra de 200 capítulos doblados. Estos episodios no se diferenciaban con los emitidos en Japón excepto por la censura de algunas canciones (opening y ending 2) y porque se suprimían las letras en japonés de estas canciones. El doblaje se realizaba en Barcelona.
Comenzó a gozar de un gran éxito en otros países, tales como Francia, Italia, Alemania o Estados Unidos. Esto fortaleció las negociaciones de Arait Multimedia para comprar la serie ante la demanda de los fanes a TMS Entertainment y así se comenzó a reemitir en el año 2005 en el Canal 33 (a partir de entonces se empezó a emitir en su canal hermano K3 con el estreno de nuevos episodios). Estos nuevos episodios serían doblados en Madrid y se mostrarían ligeramente alterados (se suprimieron las Next Conan Hint y los avances de los episodios eran trasladados a antes de la emisión del ending). Canal Sur la emitió en castellano avanzando, paralelamente, al ritmo del canal K3. En el ámbito público, también destaca la emisión en Aragón Televisión, Castilla-La Mancha Televisión, Canal Extremadura. En el ámbito privado, Cartoon Network la emitió también y después de que esta la dejase de emitir comenzó a programarla AXN.
De esta manera llegaría la serie en España hasta la cantidad de 300 episodios. La autonómica gallega TVG, compró esos 300 episodios que emitiría durante los años 2006-2008 en su bloque juvenil Xabarín Club en el idioma gallego. Para aquel entonces, K3 y Canal Sur ya habrían alcanzado los 352 capítulos.
En el año 2007, la distribuidora adquirió nuevos capítulos, pero dado el alto precio que exigían por ellos, Canal Sur no pudo adquirirlos, algo a lo que la cadena catalana K3 sí pudo hacer. De esta manera, a finales del año 2007, al idioma catalán ya se habían doblado los primeros 456 episodios de la serie, mientras que otras autonómicas comenzaban a emitirla todavía.
En el año 2009, y debido al lanzamiento del videojuego de la serie en España, todas las autonómicas que habían emitido anteriormente la serie volvieron a incluirla en su programación, aunque desgraciadamente solo emitirían reposiciones (excepto K3, que estrenó una nueva tanda de episodios; 457-508). Además, otras cadenas también se interesaron por Detective Conan, entre las que destacan EITB (que realizó un doblaje al euskera), Canal Nou 2 (con un doblaje al valenciano que realizó 456 capítulos) e IB3 (que dobló 50 episodios al catalán-balear). Animax, canal privado, emitió también la serie después de que AXN dejase de hacerlo.
A finales de 2009, la televisión autonómica catalana cambió de nombre (del antiguo K3 al nuevo canal Super3) y emitió los episodios 509-561. Además, incluyó la emisión de las ocho primeras películas, algo que nunca antes se había emitido en ninguna cadena de España, excepto en ETB3, donde ya habían emitido las películas cinco y seis en euskera. TVG también ha doblado las 8 primeras películas de la serie al gallego.
En 2010, Cartoon Network recuperó la serie y, además, estrenó las películas uno, dos y cuatro.
Las fechas de doblaje en español son también bastante caóticas. En primer lugar se hizo un doblaje para Manga Films (DVD y VHS) de 9 episodios en el año 2000 para en el año 2001 doblar los 80 primeros. A partir del año 2004 se doblaron los episodios 81-407 hasta el año 2007. Fue en el año 2009 cuando se doblaron las películas 1-2 y 4.
La serie dejó de emitirse en Cartoon Network el 9 de septiembre del 2011.
Años después, en 2015, la distribuidora Selecta Vision licenció la película Lupin III vs Detective Conan, tanto en DVD como en Blu-Ray, aunque sólo ha sido doblada al castellano, pero sin respetar el reparto de actores de voz de este doblaje.
En julio de 2016, tras una readquisición de la licencia por parte de Arait Multimedia, el catalán canal Super3 volvió a emitir la serie y, después de siete años sin novedades, en septiembre de 2017, la televisión catalana estrenó una nueva tanda de episodios (561-641), así como las películas 9 a 12. Tres meses después de finalizar la emisión de esta tanda de episodios, en abril de 2018, el canal Super3 estrenó más episodios (642-720).
La nueva televisión autonómica valenciana, À Punt, también ha vuelto a adquirir los derechos de emisión de su antecesora, Canal 9, y desde su puesta en marcha emite cuatro episodios semanales en valenciano, dentro del espacio infantil La Colla, tanto a través de su página web como por televisión.
En agosto de 2018, la distribuidora de cine Alfa Pictures anunció vía Twitter el estreno de la vigesimosegunda película del Detective Conan, y la más taquillera hasta la fecha, Detective Conan: El caso Zero, en los cines de España el 9 de noviembre del mismo año, tanto en castellano como en catalán. En octubre lanzaron el tráiler de la película en ambos idiomas. La película recaudó €66 000 el primer fin de semana de emisión, con más de 10 000 espectadores, siendo la película más vista en catalán. El 20 de diciembre de 2018, Alfa Pictures anunció vía Twitter el lanzamiento de la película en formato físico de DVD el 6 de marzo de 2019, fecha pospuesta para el 4 de abril, cuando se ha anunciado que también saldrá a la venta en formato Blu-ray.
En noviembre de 2018, durante el Salón del Manga, la actriz de doblaje que interpreta a Ran en la versión catalana confirmó la adquisición por parte de Televisión de Cataluña de 150 episodios nuevos de la serie (721-870), los cuales empezaron su emisión en enero de 2019.
Gracias al éxito cosechado con El Caso Zero, en febrero de 2019 Alfa Pictures anunció en su cuenta oficial de Twitter el estreno en los cines españoles de la vigesimotercera película, The Fist of Blue Sapphire, el 8 de noviembre de 2019. Meses más tarde, en julio, Alfa Pictures anunció la adquisición, tanto para la emisión por televisión como para su distribución en formato físico, de los derechos de las nueve últimas películas de la serie aun no estrenadas en España -13 a 21-, así como las películas 5 i 6, ya estrenadas con anterioridad, y los especiales de televisión Los dos peores días de la historia y El primer episodio, contando todas ellas con doblaje catalán, así como subtítulos tanto en castellano como en catalán.
Los 43 primeros episodios están disponibles en Crunchyroll desde septiembre de 2020, en versión subtitulada al castellano y al Español americano.
Desde el 8 de diciembre del año 2020, la serie ha vuelto a emitirse en la cadena autonómica TVG2 con episodios ya vistos. Sin embargo, la propia TVG en su perfil de Twitter y algunos miembros del proyecto como el actor de doblaje en gallego del personaje Heiji Hattori confirmaron que nuevos episodios serían emitidos, y que ya se estaba trabajando en su doblaje. En su regreso, ha tomado el horario en el que se emitía Dragon Ball Z Kai.
Desde julio de 2022 la serie presenta en Pluto TV su propio canal en el que se emiten todos los capítulos doblados al castellano hasta la fecha (401 episodios) superando a los 52 capítulos que posee PrimeVideo.
| Idioma     | Emisión                                               | Canal de TV | N.º de episodios*/Películas              |
| ---------- | ----------------------------------------------------- | --- | ---------------------------------------- |
| Español    | 2000-2012                                             | Animax, Cartoon Network, AXN, Antena 3, Canal Sur, Castilla-La Mancha Televisión, Canal Extremadura, Aragón Televisión, Televisión Canaria, K30 TV | 407 episodios Películas 1, 2, 4, 22 y 23 |
| Catalán    | 2001-2011, 2016-actualidad (solo por el canal Super3) | Canal Super3, K3, Canal 33 | 940 episodios Películas 1 a 25           |
| Gallego    | 2006-2010, 2020-actualidad                            | TVG, TVG2 | 300 episodios Películas 1 a 8            |
| Valenciano | 2010-2011, 2018-actualidad                            | Canal Nou, Canal Nou 2, À Punt | 456 episodios                            |
| Euskera    | 2007-2010                                             | ETB 3, ETB 1 | 105 episodios Películas 5 y 6            |
| Balear     | 2007-2010                                             | IB3 | 50 episodios                             |

- Numeración española (internacional) de los episodios.

## Doblaje
| Personaje                      | Voz Japonesa                         | Voz hispanoamericana (Episodios 1-123 / 124- resto) /                                     | Voz Española (Episodios 1-76 / 77-376)                   |
| ------------------------------ | ------------------------------------ | ----------------------------------------------------------------------------------------- | -------------------------------------------------------- |
| Shinichi Kudo                  | Kappei Yamaguchi                     | Carlos Jiménez/ Humberto Amor / Rodrigo Saavedra / Víctor Ugarte                          | Jonatán López / Juan Navarro Torelló                     |
| Conan Edogawa                  | Minami Takayama                      | Marcela Bordes / Consuelo Pizarro                                                         | Isabel Valls / Diana Torres                              |
| Ran Mouri                      | Wakana Yamazaki                      | Erika Robledo / Gladys Parra / Jessica Toledo                                             | Diana de Guzmán / Carolina Tak                           |
| Kogoro Mouri                   | Akira Kamiya / Rikiya Koyama         | Juan Zadala / Carlos Carrillo / Roberto Alexander / Sergio Schmied                        | Luis Espinosa / Ángel Amorós                             |
| Profesor Agasa                 | Kenichi Ogata                        | Guillermo Romano / Marco Antonio Espina                                                   | Javier Amibilia / Salvador Serrano                       |
| Genta Kojima                   | Wataru Takagi                        | Carlos Jiménez / Erika Robledo / Alberto Salas / Luciano Fox                              | Lucas Cisneros / José Carabias                           |
| Ayumi Yoshida                  | Yukiko Iwai                          | Gabriela de Marco / Erika Robledo / Ximena Marchant / Sandra Colipi                       | Pilar Mora / Marta Sáinz                                 |
| Mitsuhiko Tsuburaya            | Ikue Ōtani / Ai Orikasa              | Ivette González / Marcela Bordes / Rocío Gallegos / María Luisa Benech / Josefina Becerra | María Rosa Guillén / Blanca Rada / Gema Carballedo       |
| Sonoko Suzuki                  | Naoko Matsui                         | Ivette González / Rocío Gallegos / Gabriela de Marco / Mónica Estrada / Josefina Becerra  | Aurora Ferrándiz / Mercedes Espinosa                     |
| Yusaku Kudo                    | Hideyuki Tanaka                      | Roberto Alexander / Juan Zadala / Jorge Lillo                                             | Leopoldo Ballesteros                                     |
| Yukiko Kudo                    | Sumi Shimamoto                       | Gabriela de Marco / Laura Olazábal / Marcela Bordes                                       | Carmen Podio                                             |
| Heiji Hattori                  | Ryo Horikawa                         | Humberto Amor / Roberto Alexander / Carlos Jiménez / Luciano Fox                          | Claudio Domingo / José María Carrero                     |
| Kazuha Toyama                  | Yūko Miyamura                        | Marcela Bordes / Gigliola Mariangel                                                       | Blanca Rada                                              |
| Kaito Kid                      | Kappei Yamaguchi                     | Carlos Jiménez / Oscar Olivares                                                           | Oscar Muñoz / José María Carrero                         |
| Inspector Megure               | Chafūrin                             | Guillermo Romano / Roberto Alexander / Eduardo Bulnes / Rubén González                    | Francisco Alborch / Francisco Andrés Valdivia            |
| Wataru Takagi                  | Wataru Takagi                        | Humberto Amor / Carlos Jiménez / Sergio Aliaga / Cu Salazar                               | Alfredo Martínez                                         |
| Miwako Sato                    | Atsuko Yuya                          | Javiera del Pino / Ariela Yuri / Natalia Valdebenito-Ponce                                | Mercedes Espinosa                                        |
| Ninzaburo Shiratori            | Kaneto Shiozawa (†) / Kazuhiko Inoue | Orlando Alfaro / Matías Fajardo / Jaime Galaz                                             | Miguel Ángel Del Hoyo                                    |
| Eri Kisaki                     | Gara Takashima                       | Rocío Gallegos / María Luisa Benech                                                       | Marta Sáinz                                              |
| Gin                            | Yukitoshi Hori                       | Eduardo Bulnes / Matías Fajardo                                                           | Alfredo Martínez                                         |
| Vodka                          | Fumihiko Tachiki                     | ¿? / Carlos Valdés / Anthony Lagos                                                        | Luis Vicente Ivars / Tasio Alonso                        |
| Shiho Miyano/Ai Haibara/Sherry | Megumi Hayashibara                   | Carmen Amadori / Carolina Highet / Natalia Valdebenito-Ponce                              | Silvia Sarmentera                                        |
| Yumi Miyamoto                  | Yuu Sugimoto                         | Carolina Highet                                                                           | Marta Sainz                                              |
| Detective Chiba                | Isshin Chiba                         | Bastián Cortés / Fernando Villaronga                                                      | José María Carrero / José Carabias                       |
| Tomoaki Araide                 | Hideyuki Hori                        |                                                                                           | Jorge Saudinós / Luis Vicente Ivars / José María Carrero |
| Makoto Kyogoku                 | Nobuyuki Hiyama                      | Ricardo Maturana / Juan Pablo Muñoz                                                       | Carlos López Benedí / Jaime Roca                         |
| Vermouth                       | Mami Koyama                          | Jessica Toledo                                                                            | Marta Sainz / Rosa Vivas                                 |
| Pisco                          | Yasuo Muramatsu                      |                                                                                           | Ángel Amorós                                             |
| Jodie Starling                 | Miyuki Ichijou                       | Gigliola Mariangel                                                                        | Marta Sainz                                              |
| Shuichi Akai                   | Shuichi Ikeda                        | Luciano Fox                                                                               | José Carabias                                            |
| James Black                    | Iemasa Kayumi                        | Sergio Schmied                                                                            | Luis Vicente Ivars                                       |
| Aoko Nakamori                  | Yukiko Iwai / Minami Takayama        | Carolina Cortés                                                                           | Diana Torres                                             |
| Shizuka Hattori                | Masako Katsuki                       |                                                                                           | Isabel Fernández Avanthay / Pepa Agudo                   |
| Midori Kuriyama                | Asako Dodo                           |                                                                                           | Gema Carballedo                                          |

- En el doblaje hispanoamericano, los personajes de Kogoro Mouri y el inspector Megure han sido compartidos por dos actores de doblaje, que los han doblado en distintos episodios sin ningún tipo de continuidad.
- En el doblaje español, hubo un cambio de reparto a partir del episodio 77, por lo que la mayoría de personajes tiene dos actores de doblaje. En el caso del personaje de Mitsuhiko, este posee tres voces, ya que tras asumir al personaje en el episodio 77, Blanca Rada tuvo que dejarlo en el 336, para ser sustituida a partir del capítulo 346 por su compañera Gema Carballedo.
- A partir del episodio 124 en la versión hispanoamericana, mantienen sus nombres originales japoneses debido al nuevo estudio de doblaje.

## Recepción
Tanto el anime como el manga han alcanzado un éxito excelente fuera y dentro de Japón, también han tenido respuestas positivas de la crítica por su trama y los casos. Detective Conan es el segundo manga más vendido de la historia, con más de 200 millones de copias, con frecuencia aparecen en las listas de best-seller del manga.
En 2001, el manga fue galardonado con el Premio Shōgakukan en la categoría shōnen.
La adaptación animada de la serie es también muy popular en Japón, apareciendo en los seis primeros en la Japanese TV Rankings en varias ocasiones. La serie de televisión ha clasificado entre los veinte primeros en las encuestas realizadas por la revista de anime Animage 1996 a 2001. En el ranking publicado por TV Asahi de los mejores 100 animes de 2006 (sobre la base de una encuesta En línea en Japón) alcanzó el puesto 23. En la lista de celebridades alcanzó el puesto 43. Varias de las películas de la franquicia fueron nominados a los premios en su país de origen. La novena película fue nominada a la categoría de largometraje en la quinta entrega anual de Anime de Tokio, y en los próximos cinco filmes fueron nominados para el Premio de la Academia de Japón Animación del Año en sus respectivos años de publicación.
En los Estados Unidos, Detective Conan recibió elogios de Eduardo M. Chávez de Mania.com 's Chávez cree que el manga es atractivo para los lectores de todas las edades. y AE Sparrow de IGN la elogió por sus historias, los misterios y la forma que se desarrollan las investigaciones de Conan y sus amigos. Sparrow llama el estilo de la serie de una mezcla de Scooby-Doo y Sherlock Holmes.
Lori Lancaster de Mania.com describió a Detective Conan como "una serie inteligente donde hay misterios en cada esquina", señalando la naturaleza de cada caso como "extraña" e "interesante".
Hay un museo dedicado a la serie situado en Hokuei, Tottori ciudad natal de Aoyama). En la localidad se encuentran también varias estatuas de bronce de Shinichi Kudo, Conan Edogawa, y Ran Mouri que se instalaron en distintos lugares de la misma.